# Serchhip
Serchhip ist eine Stadt im indischen Bundesstaat Mizoram.
Die Stadt ist Hauptort des Distrikts Serchhip. Serchhip hat den Status einer Town. Die Stadt ist in 6 Wards gegliedert. Sie hatte am Stichtag der Volkszählung 2011 21.158 Einwohner, von denen 10.777 Männer und 10.381 Frauen waren. Christen bilden mit einem Anteil von über 95 % die Mehrheit der Bevölkerung in der Stadt. Hindus bilden eine Minderheit von über 3 %. Die Alphabetisierungsrate lag 2011 bei 98,3 % und damit deutlich über dem nationalen Durchschnitt. 93,3 % der Bevölkerung gehören den Scheduled Tribes an.